# Sarpsborg Stadion
El Sarpsborg Stadion és un estadi de futbol a Sarpsborg, Noruega. És l'estadi local del club de futbol Sarpsborg 08, equip que juga a l'Eliteserien.
L'anterior estadi multiusos va acollir els Campionats d'Atletisme de Noruega entre l'any 1954 i 1960. L'estadi també va acollir l'equip noruec sub-21 de futbol, on Noruega va perdre 1–3 en contra Suècia el 3 d'octubre de 1972. L'estadi ha estat modernitzat repetidament en aquests darrers anys; una modernització que va començar l'any 2000, quan una graderia principal nova va ser construïda. L'any 2009, es va canviar el sistema d'il·luminació i la gespa natural va ser reemplaçada per un terreny de gespa artificial. Es van construir noves graderies als costats nord i sud de l'estadi entre el 2010 i 2016. L'èxit del Sarpsborg 08 a la Lliga Europa de la UEFA 2018–19 va portar a més millores i ampliacions.
El rècord d'espectadors data del 14 d'octubre de 1945, quan Fredrikstad i Lyn es van trobar en la primera de les dues repeticions de la final de la Copa Noruega de futbol del 1945. 18.000 espectadors va visitar el partit que va acabar amb un empat a 1–1. Aquesta va ser la penúltima final de la Copa de Noruega que va ser jugada fora d'Oslo.